# Двопідвіс

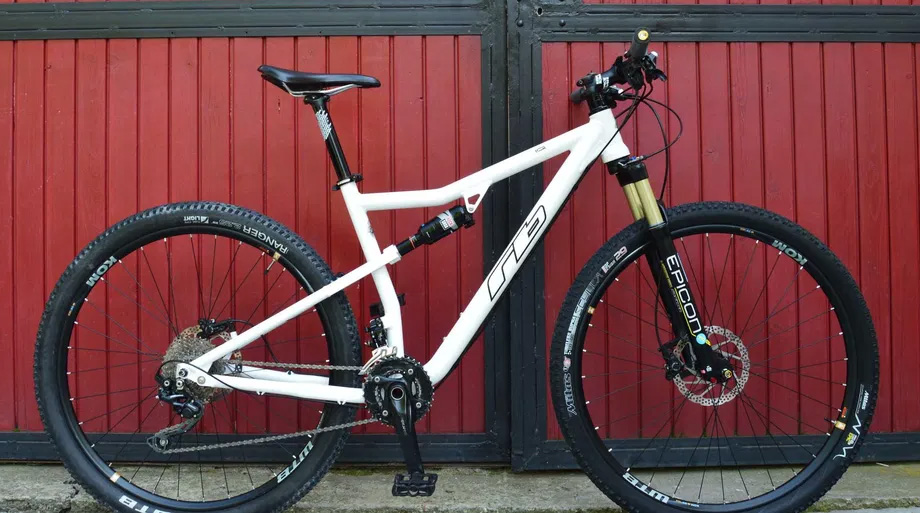
Двопідвісний байк від чешського виробника Race Bike

Двопідвіс — гірський велосипед, що має амортизацію на обох колесах, на відміну від хардтейла, який має амортизацію тільки переднього колеса.
Амортизація переднього колеса являє собою амортизовану вилку, типів підвісок заднього колеса є багато. Практично кожен виробник намагається придумати свій вид підвіски (через ряд ліцензійних проблем). Але по суті вони часто зводяться всього до двох видів:
1. Чотириважельні підвіски. Класичний приклад підвіски велосипеда Giant та Specialized.
2. Одноважельні підвіски. Відомі також як мотопідвіски (мотомаятник).

Постійне вдосконалення конструкцій підвісок заднього колеса обумовлено пошуком балансу між м'якістю підвіски, активністю її роботи та ефективністю педалювання. Прикладом технічно складного, але ефективного вирішення може служити підвіска Magic Link від виробника велосипедів Kona.
Двопідвісні велосипеди на даний час використовуються в багатьох видах катання: даунхіл, фрірайд, all mountain, крос-кантрі, 4х, дьорт.